# Ghetou
Ghetou este un cartier al unui oraș în care locuiește o populație de o anumită rasă, naționalitate sau religie, ca urmare a unei politici de discriminare. În timpul celui de-al doilea război mondial, naziștii au creat ghetouri în diverse orașe din estul Europei, pe care le-au transformat în lagăre de exterminare. Este cunoscută rezistența unor ghetouri, mai ales a celui din Varșovia, împotriva armatei naziste.   
Gheto este un termen care desemna inițial, în lumea creștină, o stradă sau un cartier al unui oraș în care, prin lege, erau obligați să trăiască evreii. 

Harta Holocaustului
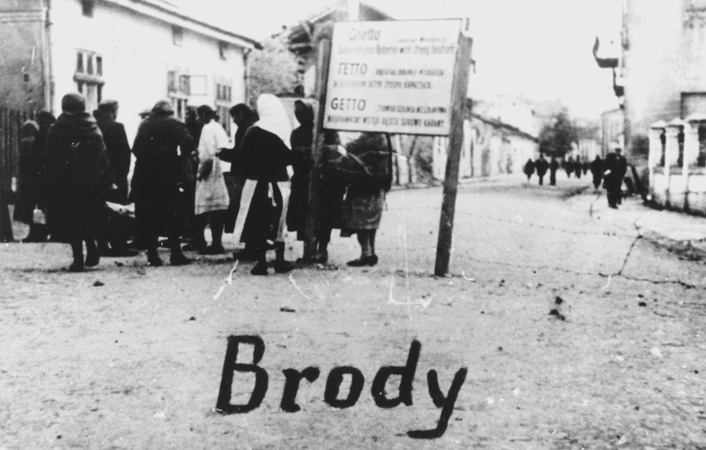
Intrarea în Ghetoul din Brody - Ucraina de Vest
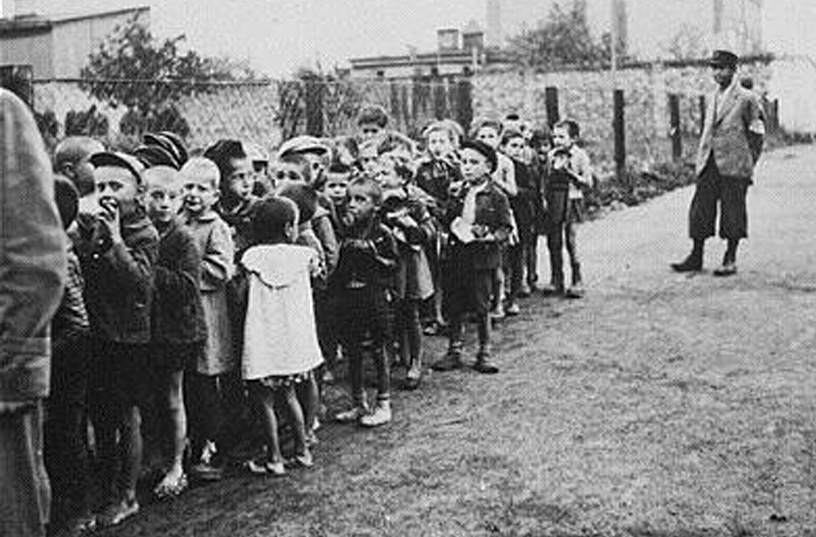
Copiii din ghetoul din Lodz (Polonia) deportați în lagărul morții din Chelmno
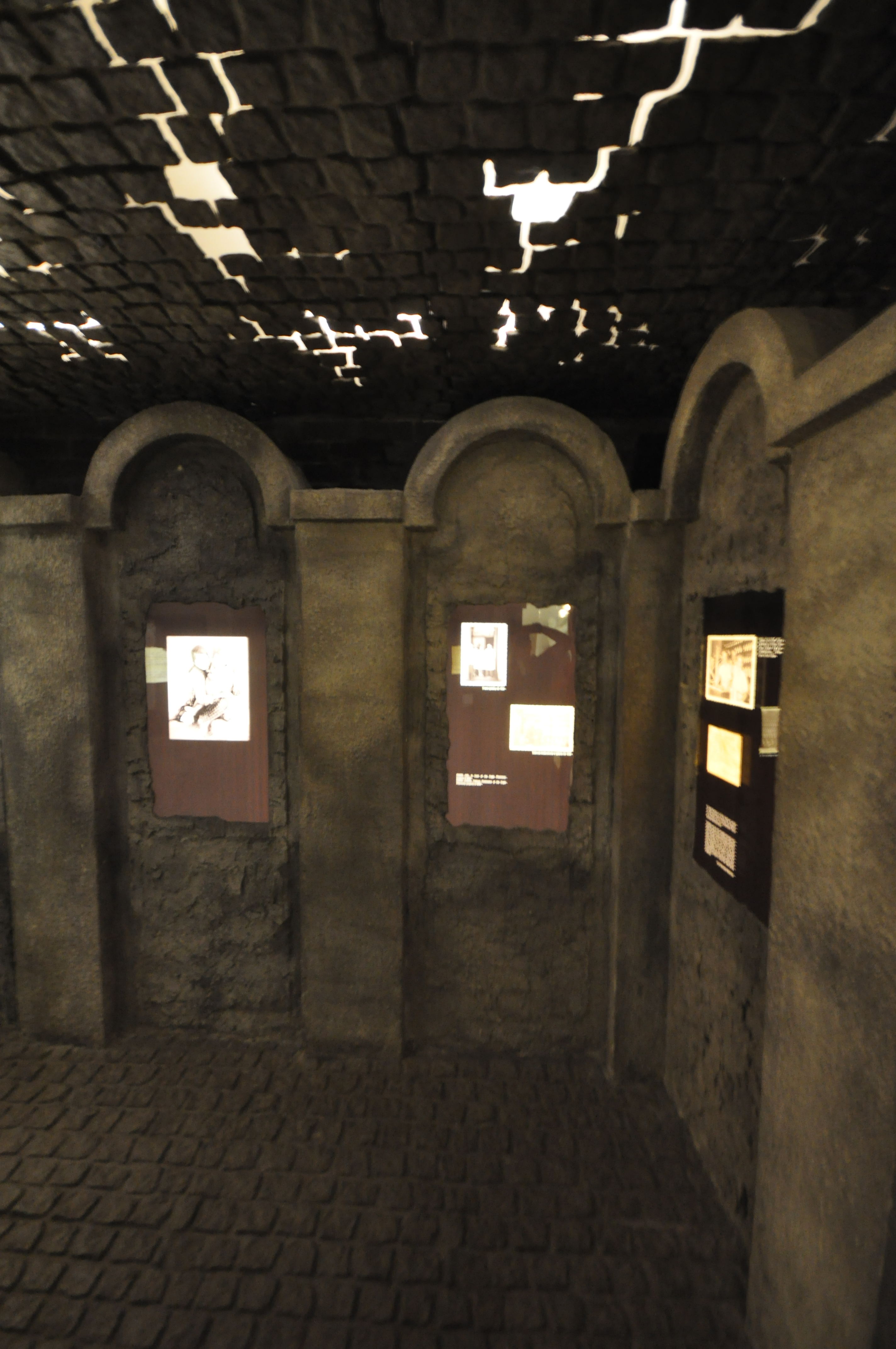
Reconstruirea zidurilor ghetoului din Cracovia (Polonia)

## Istoric
Prima aplicare a unor măsuri legale de segregare a avut loc însă în lumea islamică, mai precis în Marocul anilor 1280, unde segregarea forțată a evreilor se făcea în arii numite "milah". Milet-urile creștine sau evreiești din Imperiul Otoman, care sunt și ele gheto-uri, reprezintă evoluții ale conceptului arabo-musulman de "milah"-uri. Astfel subiecții non-musulmani ai statului islamic erau discriminați legal în diverse moduri: nu puteau să-și construiască lăcașe de cult decât cu aprobarea autorităților musulmane, cum nu puteau nici măcar să le repare pe cele vechi. Aceștia reprezentau cetățeni de clasă inferioară, astfel încât nu li se permitea să poarte arme, să călărească decât măgari, sau dacă totuși li se permitea să călărească și cai, erau obligați să descalece și să ofere locul unui musulman dacă întâlnea unul. În curtea de judecată, în cazul unui litigiu cu un musulman, mărturia nonmusulmanului nu era acceptată și el era judecat după legea musulmană (sharia). Existau restricții în ce privește înălțimea caselor, etc.
Segregarea forțată a evreilor se va răspândi în secolul al XV-lea și al XVI-lea în toată Europa.
Gheto-urile erau în general împrejmuite iar porțile ținute închise noaptea și în timpul marilor sărbători creștine, când exploziile antisemite erau mai probabile din cauza credinței creștinilor vremii că Iisus fusese crucificat din vina evreilor.
În decursul secolului al XIX-lea, gheto-urile au fost definitiv desființate în Europa occidentală. Ultimul dintre ele a fost gheto-ul roman, înființat de către Papa Paul al IV-lea în 1555; el avea să fie abolit odată cu pătrunderea trupelor franceze în oraș, în 1870, susținute de aramata populară italiană.  
În Europa de est, gheto-urile rusești au fost menținute până la revoluția din 1917.  
În lumea islamică ghetouri au supraviețuit până la momentul emigrării masive a evreilor spre Israel în 1948. 

## Originea termenului
Numele de ghetou provine probabil de la faptul că zona în care evreii venețieni au fost cantonați în 1516 fusese utilizată ca topitorie, drept pentru care în timp se acumulase o importantă cantitate de zgură (ghetta în italiană înseamnă zgură). Evreii au fost închiși în această regiune a orașului, incinta fiind păzită zi și noapte de paznici creștini.
Ghetou desemnează o stradă sau un cartier în care evreilor li se impunea legalmente domiciliu (rezidență) forțat. Primele segregări forțate pentru evrei au apărut în lumea musulmană (B. Lewis, Istoria Orientului Mijlociu, capitolul despre Bagdadul califal), unde evreilor pentru prima dată în istorie li s-a impus să poarte semne distinctive pentru a putea fi recunoscuți ca atare. Britannica on line (2007), pe de altă parte, vede ca prim ghetto acele "millah"-uri din Marocul musulman (anii 1270), unde se impunea în mod rigid, în plus, și restricții în ce privește dimensiunea caselor și ușilor evreilor. Tot enciclopedia citată mai sus, desemnează ca ghetto-uri și "milet"-urile otomane (vezi intrarea "Christian ghetto"). Ghetto-ul medieval (să luăm exemplul celui roman, instituit de Papa Paul al IV-lea) a apărut în secolele al XIV-lea și al XV-lea, era închis cu ziduri, iar poarta sa era blocată pe timpul nopții. Paznici creștini vegheau ca nici un evreu să nu iasă după căderea nopții sau în timpul marilor sărbători creștine. Când puteau ieși, evreii erau ca și în califatul musulman, obligați să poarte semne vestimentare distinctive, ei fiind în timpul acestor ieșiri supuși adesea la manifestări de dispreț și atacuri fizice. Pe măsura ce populația în interior creștea, viața devenea din ce în ce mai insuportabilă, sărăcia și maladiile făceau ravagii; descrierile istorice sunt înspăimântătoare. În Rusia, aceste forme de segregare etnico-religioasă se numeau zone de rezidență (cierta osiedlosti în rusă, pale of settlement în engl., zone de résidence în fr.)
Termenul de ghetou a căpătat în secolul al XX-lea și alte înțelesuri, anume de zonă de concentrare temporară a evreilor în vederea exterminării lor ulterioare (sub naziști), sau de cartier sărac cu mare concentrație de populație de culoare (în S.U.A.).